# Biblioteket i Folkhögskola & Folkbildning
Biblioteket i Folkhögskola & Folkbildning (BIFF) är en ideell organisation och ett nätverk mellan landets folkhögskolebibliotek. Föreningen bildades på Ljungskile folkhögskola 1997. Institutioner och enskilda personer kan bli medlemmar i föreningen. BIFF vill vara ett forum för att förmedla erfarenheter och inspiration mellan folkhögskolebiblioteken. BIFF arbetar för att biblioteket skall vara en central plats i det pedagogiska arbetet på folkhögskolan och i utbildningen. BIFF representerar folkhögskolebiblioteken i biblioteks-, folkhögskole- och folkbildningssammanhang. 